# Amelanchier interior
Amelanchier interior är en rosväxtart som beskrevs av Nielsen. Amelanchier interior ingår i släktet häggmisplar, och familjen rosväxter. Inga underarter finns listade i Catalogue of Life.

## Bildgalleri